# Lycée François-Ier (Fontainebleau)
Pour les articles homonymes, voir Lycée François-Ier.
Le lycée François-Ier, en forme longue lycée international François-Ier, est un établissement d'enseignement secondaire et supérieur public à Fontainebleau, en France. Il accueille les élèves de la classe de seconde jusqu'aux classes préparatoires aux grandes écoles et se distingue par ses sections internationales anglophone et germanophone qui permettent l'obtention du Bac Français International (BFI).
Les premiers bâtiments sont érigés en 1882 pour le collège municipal de Fontainebleau, qui devient collège Carnot en 1888 avant d'être transformé en lycée en 1948. Depuis 2016, l'établissement fait plus largement partie du campus international de Fontainebleau, inauguré par Valérie Pécresse, un label qui réunit complémentairement l’école élémentaire Léonard-de-Vinci et le collège international de Fontainebleau y attenants.

## Situation et accès
L'établissement est situé au nord de la ville de Fontainebleau, elle-même au sud-ouest du département de Seine-et-Marne. À proximité de la lisière de la forêt de Fontainebleau, qui a depuis reculée, il est encadré par les rues Guérin, Victor-Hugo et de la Paroisse ; le côté septentrional de sa surface est attenant à celui du Collège international qui lui est pratiquement mitoyen.
Historiquement, son point d'accès principal — celui de la cour d'Honneur, devenu occasionnel — était situé au no 11 de la rue Victor-Hugo. De nos jours, l'accès principal est situé au niveau de la rue Guérin.

## Origine du nom
Anciennement collège municipal de Fontainebleau, collège Carnot en 1888, puis lycée de garçons en 1948, ce n'est qu'en 1960 que le lycée prend son nom actuel.
L’appellation d'antan « collège Carnot » fait référence à Lazare Carnot, mathématicien, physicien, officier et homme d'État français, né en 1753 et mort en 1823. Actuellement, le lycée tient son nom de François Ier, roi de France, né en 1494 et mort en 1547, ayant fréquemment séjourné au château de Fontainebleau et l'ayant notablement amélioré.

## Histoire

### Fondation du collège communal
Le 30 juin 1874, le président de la République, Patrice de Mac Mahon, et le ministre de l'Instruction publique, des Cultes et des Beaux-arts, Arthur de Cumont, promulguent le décret portant création d'un collège communal à Fontainebleau.

« La ville de Fontainebleau est autorisée à créer, en vue de l'enseignement secondaire classique et secondaire spécial, un collège communal, aux clauses et conditions énoncées dans la délibération du conseil municipal susvisée. »

— Article 1er du décret portant création d'un collège communal à Fontainebleau
L'institution rencontre rapidement du succès. Elle siège dans un immeuble devenu insuffisant avec l'augmentation d'élèves et qui n'est pas la propriété de la Ville. Cette dernière cherche donc l'acquisition de nouveaux locaux. On s'intéresse à la maison d'une dénommée Gailhac mais le rachat et les modifications nécessaires du bâtiment s'avèrent trop coûteux ; on s'intéresse à l'immeuble autrefois occupé par l'institution Duffour, mais ses 2 300 mètres carrés sont jugés trop exigus. Le conseil municipal envisage alors « l'acquisition d'un terrain aussi vaste que possible, et sur lequel on pourrait construire un collège réunissant toutes les conditions désirables d'hygiène et de salubrité » et on s'intéresse par conséquent à deux terrains. Le premier sis rue du Château appartenant à une dénommée d'Andigné : de nombreux inconvénients y sont perçus comme le vis-à-vis avec les maisons de la rue Marrier et les revendications de la propriétaire. Le second sis rue Royale appartenant au briquetier Émile Bardin : le terrain est considéré rencontrer les conditions nécessaires d'hygiène et sa situation à la lisière de la forêt permettrait d'éventuelles extensions,. La Ville rachète ainsi ce terrain en 1876 à Bardin (qui quitte la ville en conséquence), mais face à l'hésitation, elle le revend quelques années plus tard arguant qu'il n'est pas assez vaste,. Sur une partie de ces terrains s'élève d'ailleurs depuis l'hôtel Stucken. La Ville se porte finalement sur les terrains de la maison construite en 1840 et dite le « clos de Bel-Air », alors propriété Vallot,.

### Construction des bâtiments

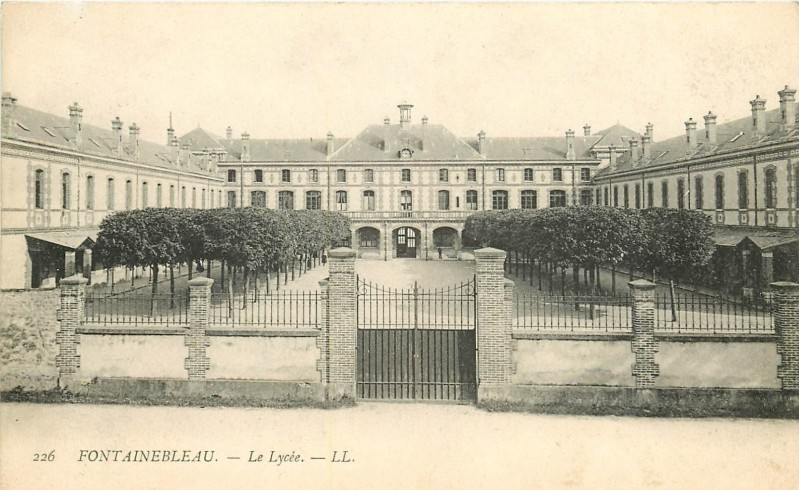
Entrée nord du collège Carnot vers 1905. Aujourd'hui, à l'emplacement du collège international.

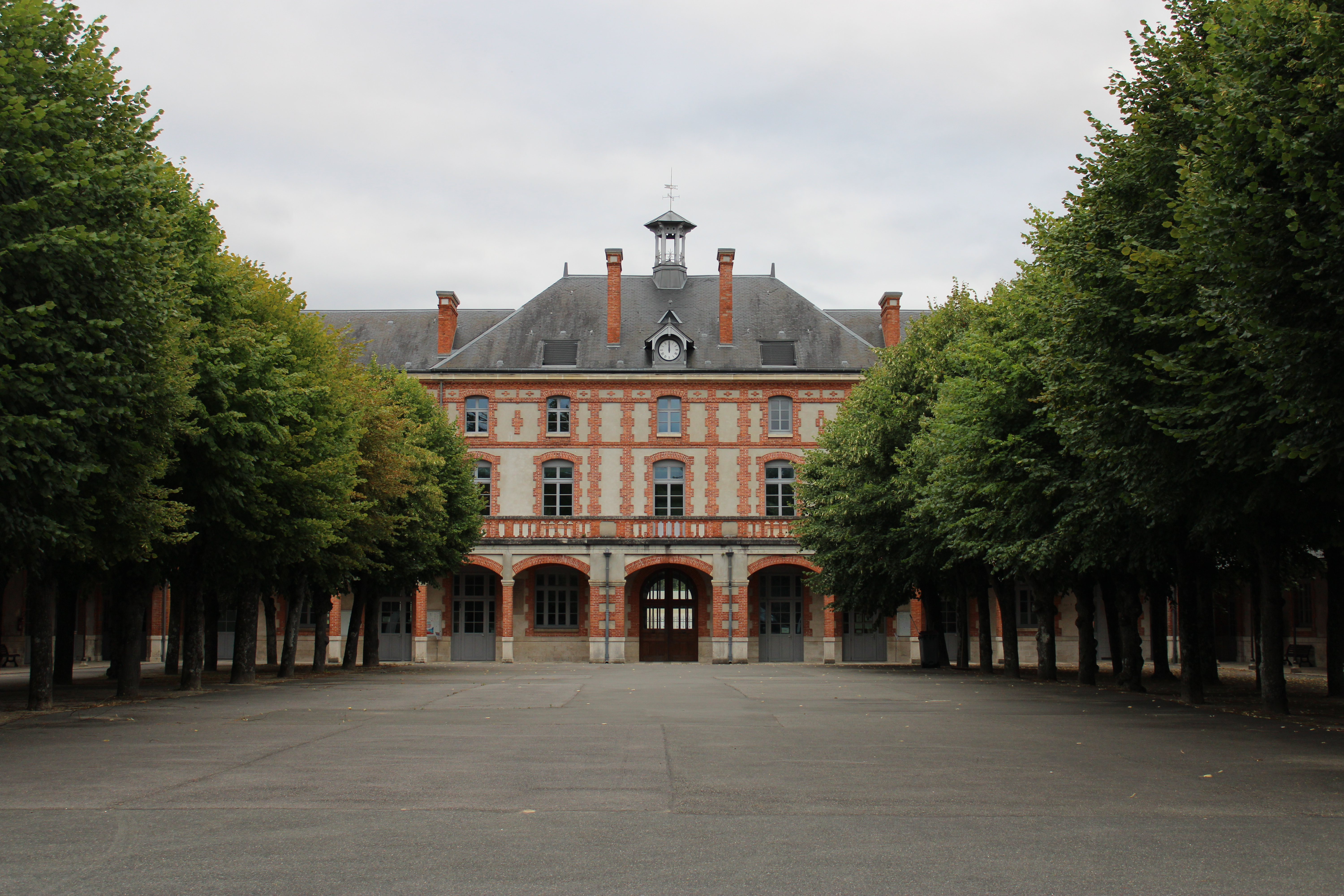
Bâtiment F vu depuis la cour principale en juin 2020.

En 1877, un concours est organisé par la ville de Fontainebleau et présidé par Joseph-Louis Duc, architecte du palais de justice de Paris. L'objectif est la construction d'un collège pour les fils d'officiers.
En 1880, des plans pour le collège municipal de Fontainebleau sont confiés à Henri Proust. Il conçoit un édifice scolaire moderne s'ouvrant sur son quatrième côté, s'affranchissant ainsi des cours carrées renfermées sur elles-mêmes. Le projet est mandaté par le maire et le conseil municipal acceptant ces plans ambitieux et onéreux. Ceux-ci sont alors persuadés que le collège se verra décerner la promotion pour le titre de « lycée » : cela permettrait à la mairie d'incomber la charge de l'entretien à l'autorité de Paris. Le ministre de l'Instruction publique, Jules Ferry, accorde une somme de 342 000 francs pour la construction du collège en août 1881, qui sera initiée par la Ville de Fontainebleau en 1882.

### Nouvelle dénomination

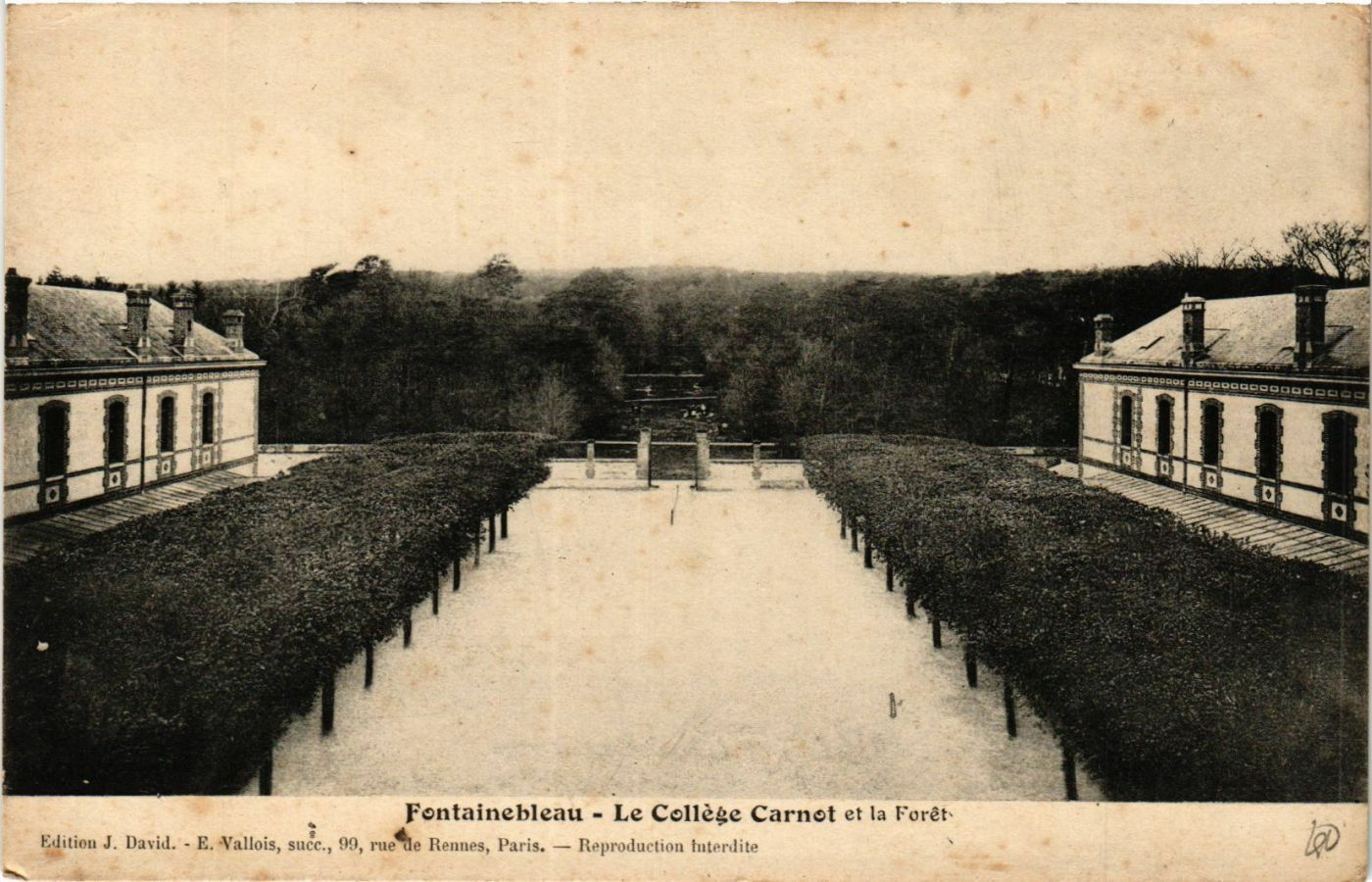
Cour principale et forêt vues depuis le bâtiment central au début du XXe siècle.

Le 14 août 1888, le conseil municipal de Fontainebleau décide que l'établissement soit nommé collège Carnot. Bien que certains conseillers proposaient « collège Lazare-Carnot », la majorité a opté pour le nom court,. Le nom est officialisé le 5 septembre par le décret portant dénomination du collège de Fontainebleau, signé par président de la République, Sadi Carnot, et le ministre de l'Instruction publique, des Cultes et des Beaux-arts, Édouard Lockroy.

« Le collège communal de Fontainebleau prendra désormais le nom de « collège Carnot ». »

— Article 1er du décret portant création d'un collège communal à Fontainebleau

### Visite présidentielle et hommage
Dans l'après-midi du 3 septembre 1888, le président de la République, Sadi Carnot, en déplacement à Fontainebleau, effectue une visite du collège. Reçu par le principal, Bordereau, par les professeurs et les membres du conseil d'administration, il examine longuement les bâtiments en détail et exprime son souhait que l'établissement attire de nombreux élèves,. Son assassinat soudain le 25 juin 1894 à Lyon, conduit le principal, les professeurs et les élèves du collège à lui rendre hommage en souscrivant 500 francs le 27 juin afin d'envoyer une couronne funéraire pour ses obsèques qui se tiennent le 1er juillet,,.

### Évolution et agrandissement

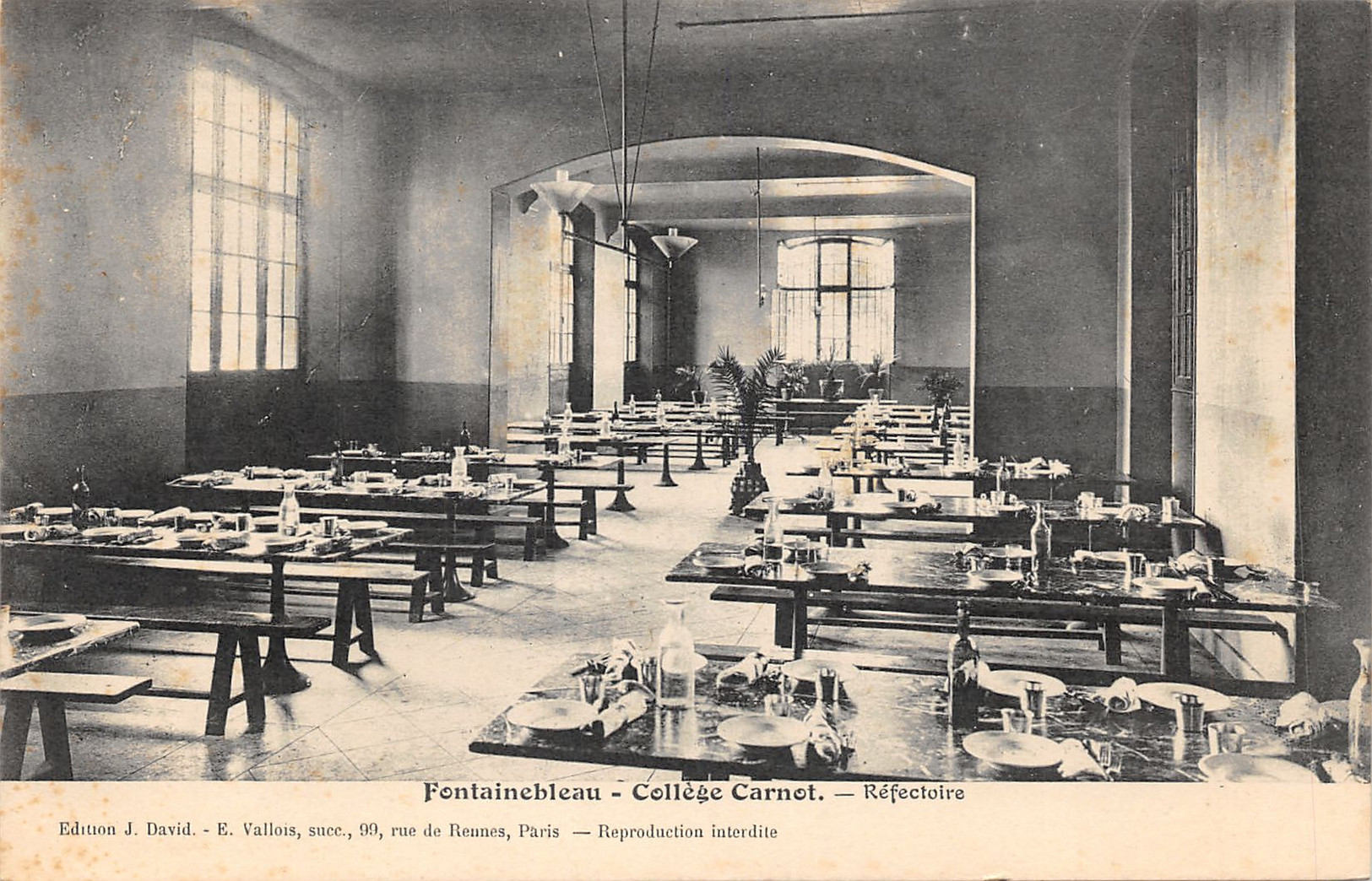
Réfectoire du collège Carnot.

Le collège se permet la mise en avant de ses réussites : pour l'année 1889-1890, par exemple, obtient-il 17 diplômes. Chaque été est dès lors rythmée par une distribution solennelle des prix, prenant généralement place dans la cour et accompagnée du discours d'un professeur. En septembre 1894, l'hebdomadaire local L'Abeille de Fontainebleau affirme : « Le collège Carnot, de Fontainebleau, a pris depuis trois ans une extension considérable, grâce à ses nombreux succès dans les examens et aux soins tout maternels dont les enfants y sont entourés ». On y propose même un cours d'agriculture. Avec ces évolutions, au tournant du siècle, sur la demande du nouveau principal, Charles Boinet, des travaux d'appropriation sont exécutés au début des années 1910 avec le concours de la Ville et de l'État : divers services d'internat y sont installés, notamment un réfectoire, des dortoirs et une infirmerie. Dans une réunion de juin 1913, le Conseil académique de l'université de Paris félicite même le personnel du collège pour résultats de leurs élèves aux examens du baccalauréat, alors même que les dernières sessions se déroulent en juillet.

### Première Guerre mondiale et commémoration
Lors de la survenue de la Première Guerre mondiale, de nombreux professeurs partent dès la mobilisation générale et en août 1914, les locaux sont occupés par l'autorité militaire. La conquête puis l'occupation austro-hongroise du royaume de Serbie en 1915 conduisent à l'arrivée d'émigrés serbes par plusieurs bateaux à Marseille en fin d'année. Le collège — qui a déjà connu des élèves turcs puis chinois par le passé — devient l'un des établissements à accueillir certains des enfants de ces nouveaux venus. Ces élèves arrivent ainsi dès le 4 janvier 1916. On en compte une cinquantaine, de 15 à 21 ans, parmi lesquels des fils de commerçants, de fonctionnaires, d'officiers, de prêtres orthodoxes ; on y trouve notamment les enfants de Blaguoïevitch, ancien chef de police de Belgrade ; le fils de Godjevatz, un des plus grands industriels de Belgrade ; le fils de Mitar Đurović, ancien ministre des Finances du royaume du Monténégro. Durant ces années, cette Colonie serbe évolue dans des locaux qui lui sont attribués. Après la guerre, en été 1919, les jeunes Serbes reviennent à Belgrade, une capitale que l'un d'eux décrit comme « trop abimée malheureusement par un bombardement impitoyable et qui n'a pas encore recouvré son aspect jovial et animé ».
Dans les années qui suivent, l'Association des anciens élèves, sous la présidence d'Albert Roger, initie l'apposition d'une plaque commémorative en l'honneur des élèves et professeurs « morts pour la France », initiative autorisée par le conseil municipal dans sa séance du 29 décembre 1920. Une souscription publique est ainsi ouverte par la comité de l'association. Cette plaque, comportant 85 noms et œuvre de l'architecte du palais Albert-Louis Bray, est inaugurée le 19 octobre 1922. La cérémonie se fait en présence d'Albert Roger ; de l'inspecteur de l'académie, Bertelot, représentant le recteur ; du sous-préfet, Fragnaud ; du maire de Fontainebleau, Narcisse Bonnet ; des députés de Seine-et-Marne, Albert Ouvré et Jacques-Louis Dumesnil ; du principal du collège, Crébessac ; du corps des professeurs et des élèves avec leurs familles ; des autorités civiles, militaires, religieuses de la ville. Plusieurs discours sont prononcés,,,. Cette plaque est apposée sur le mur du vestibule d'Honneur, dans le bâtiment F.

### Seconde Guerre mondiale
À la suite de l'entrée de la France dans le second conflit mondial le 3 septembre 1939, les locaux de l'internat sont réquisitionnés. La mobilisation entraîne l'absence du principal, Georges Bitry, laissant provisoirement la direction administrative à M. Bongard, professeur d'anglais et membre du bureau d'administration. En 1940, elle se réfugie dans la rue Béranger, dans les locaux où a autrefois existé le collège de Fontainebleau. Une fois la France sous l'Occupation, inopérante un certain temps, elle est transférée au 193 rue Grande, ancienne maison Sauvager, et rouvre le 8 juillet sous la direction de M. Albric ; elle ne reçoit que des élèves externes. Les locaux du collège deviennent occupés par un hôpital de campagne établi par les Allemands. En 1943, l'institution occupe des salles de l'aile Louis XV du château. À partir de la Libération, durant les années 1944 et 1945, le collège participe massivement à des œuvres d'assistance, par le biais de cotisations mensuelles collectées par les élèves, en subventionant des associations et même l'érection de monument. L'un des destinataires de cette démarche d'entraide est le collège de Vire qui devient filleul de celui de Fontainebleau et reçoit en plus 1 700 livres et 300 pièces d'habillement.

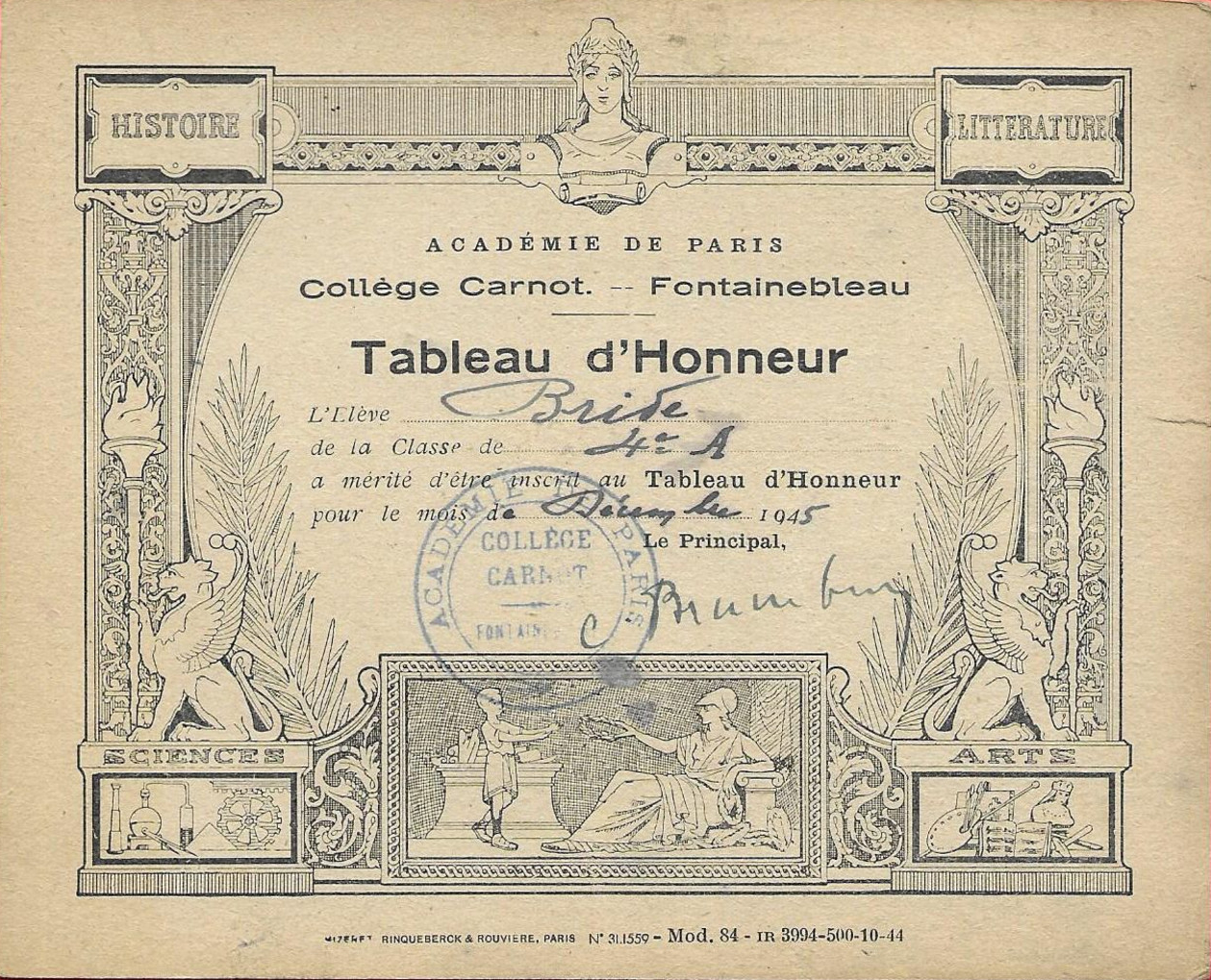
Tableau d'honneur d'un collégien pour le mois de décembre 1945.

### Conversion en lycée
En 1948 le collège Carnot devient le lycée de Fontainebleau.
En 1960 le lycée de Fontainebleau devient le lycée François-Ier.

### Inauguration du campus international
Le matin du 21 mai 2016, le « campus international de Fontainebleau » est inauguré par Valérie Pécresse, présidente du conseil régional d'Île-de-France. Il s'agit d'un label qui reconnaît le caractère international de l'entité réunissant l'école primaire, le collège et le lycée (tous compris dans un même îlot urbain), qui sont pourtant les mêmes historiquement. À partir de ce jour, l'école est ainsi officiellement renommée école élémentaire internationale Léonard-de-Vinci ; le lycée, lycée international François-Ier ; le collège garde son nom inchangé de collège International,,,,. Pécresse déclare par ailleurs que « cela a l'air purement symbolique, mais ça ne l’est pas. Ce campus part d’une initiative bellifontaine, et cela montre que les enseignants et les parents peuvent ensemble porter des projets puissamment attractifs » ; elle croit également « au fait de mettre un campus dans les lycées. En Seine-et-Marne, seulement un jeune sur deux suit des études supérieures car l'offre n'est pas là et il y a les distances ».

## Éducation

### Effectif

#### Élèves
| 1891 | 1892 | 1893 | 1894 | 1935 | 1939 |
| ---- | ---- | ---- | ---- | ---- | ---- |
| 134  | 206  | 221  | 206  | 376  | 675  |

| Année scolaire | Secondes | Premières | Terminales | Total sans CPGE | Total sur l'établissement |
| -------------- | -------- | --------- | ---------- | --------------- | ------------------------- |
| 2015-2016      |          |           |            |                 | 1 336                     |
| 2016-2017      |          |           |            |                 | 1 308                     |
| 2017-2018      |          |           |            |                 | 1 376                     |
| 2018-2019      |          |           |            |                 | 1 377                     |
| 2019-2020      | 390      | 370       | 371        | 1 131           | 1 390                     |
| 2020-2021      | 361      | 364       | 359        | 1 084           |                           |
| 2021-2022      | 359      | 332       | 355        | 1 071           |                           |

#### Enseignants
En 1894, on y compte 21 professeurs, tous pourvus de grades universitaires.

### Classes préparatoires
La première classe préparatoire, une prépa « véto », ouvre en 1948. D'autres filières ouvriront par la suite, de telle sorte qu'aujourd'hui, le lycée François-Ier compte 7 classes de CPGE scientifique : une 1re année de BCBST, une MPSI et une PCSI ainsi que des classes de PC, MP, PSI et une deuxième année de BCPST. Environ 260 élèves sont inscrits en classes préparatoires et obtiennent à la fin de leur cycle préparatoire des écoles sur l'ensemble des concours.
Les classes préparatoires possèdent un internat de 91 places ouvert le week-end.

### Sections internationales

#### Section anglophone

Logotype de la section anglophone.

À la suite d'un accord entre le ministère de l'Éducation nationale et le Grand Quartier général des puissances alliées en Europe (SHAPE), siège des opérations du commandement allié de l'OTAN, l'École internationale de Fontainebleau est créée en 1959. Elle est installée dans l'annexe nouvellement construite du lycée. Environ 1000 élèves, de 5 à 18 ans, enfants des officiers de l'OTAN basés à Fontainebleau, fréquentent l'école qui accueille une dizaine de sections linguistiques.
Le 13 septembre 1979, la section anglophone de Fontainebleau est créée avec la signature d'un accord entre l'Inspecteur d'académie, représentant de l'Éducation nationale, le directeur de l'école primaire et le comité de parents, l'Association des parents d'élèves anglophones du collège international. Cette création a été approuvée par le ministre de l'Éducation nationale, Alain Savary et le sénateur de Seine-et-Marne, Paul Séramy. Elle ouvre ses portes avec deux professeurs à temps partiel, Avril Bateman et Mary McNally et une trentaine d'élèves anglophones, principalement dans les classes primaires. L'arrêté officiel relatif à la création des sections internationales anglophones, au primaire et au collège, sera publié au Journal officiel le 25 février 1986. Le 2 octobre 1979, sur décision de l'Inspecteur d'académie, et afin de rectifier la situation administrative du collège international de Fontainebleau qui gérait également les classes primaires, une école primaire indépendante est créée.

#### Section germanophone
En 1957, le Ministère fédéral de la Défense créa une section allemande pour le personnel de l’OTAN stationné à Fontainebleau. L’objectif était de permettre aux enfants des familles de la Bundeswehr de continuer leur scolarité allemande.
Après le départ du quartier général de l’OTAN dans les années 60, de par le Représentant Logistique Allemand en France, l’Allemagne conserva une forte présence militaire à Fontainebleau et l’école fut maintenue. C’est à cette époque qu’on accepta aussi des enfants venant de l’extérieur. À la suite de restructurations, le personnel militaire dans la région fut réduit, ce qui conduisit, en 2002, le Ministère fédéral de la Défense à mettre fin à son engagement.
A cette date, la Section Germanophone était fréquentée par de nombreux enfants dont l’un sinon les deux parents étaient Allemands, qui, pour des raisons professionnelles, vivaient en région parisienne. Ceux-ci décidèrent alors de créer une association qui devait assumer la responsabilité administrative de cette section et qui existe encore aujourd’hui. Cette association à but non lucratif dénommée Les Amis de la Section Germanophone de Fontainebleau est jusqu’à aujourd’hui très active et sa notoriété ne cesse de croître.

## Direction

### Liste des principaux du collège (1874-1948)
| Début de fonction  | Fin de fonction | Nom                   | Date de naissance | Date de décès    | Palmes académiques                        |
| ------------------ | --------------- | --------------------- | ----------------- | ---------------- | ----------------------------------------- |
| 6 août 1874        | 1883            | M. Péquignat          |                   |                  | Officier d'académie                       |
| 29 septembre 1883  | 1891            | Jules Bordereau       |                   |                  |                                           |
| 1er septembre 1891 | 1896            | Auguste Brepsant (d)  | 1er janvier 1853  | 28 octobre 1932, | Officier de l'Instruction publique        |
| 1896               | 1911            | M. Gateau             |                   |                  |                                           |
| 1911               | 23 juin 1920    | Charles Boinet (d)    | 14 février 1865   | 23 juin 1920,    |                                           |
| juillet 1920       | 1925            | M. Crébessac          |                   |                  |                                           |
| 1925               | 1931            | M. Laurent            |                   |                  |                                           |
| juillet 1931       | 1937            | Clément Touzé (d)     | 20 juin 1879      |                  | Officier de l'Instruction publique (1924) |
| 1937               | 1945            | Georges Bitry         |                   |                  |                                           |
| 1945               | 1948            | Camille Bruneteau (d) | 14 septembre 1901 | 20 décembre 1955 |                                           |

### Liste des proviseurs du lycée (depuis 1948)
| Début de fonction  | Fin de fonction | Nom                   | Date de naissance | Date de décès    |
| ------------------ | --------------- | --------------------- | ----------------- | ---------------- |
| 1er octobre 1948   | 1955            | Camille Bruneteau (d) | 14 septembre 1901 | 20 décembre 1955 |
| 1955               | 1956            | Mme Solon (intérim)   |                   |                  |
| 1er octobre 1956   | 1959            | Paul Raulic           | 12 mars 1901      | 7 septembre 1986 |
| 1er octobre 1959   | 1965            | Roger Houdret         | 25 novembre 1918  |                  |
| 15 septembre 1965  | 1969            | Pierre Bour           | 11 décembre 1921  |                  |
| 15 septembre 1969  | 1974            | Jean Tandé            | 31 mars 1913      |                  |
| 13 septembre 1974  | 1976            | Jean Marche           | 25 juillet 1926   |                  |
| 13 septembre 1976  | 1983            | Monique Ferretti      | 12 juillet 1928   |                  |
| 1er septembre 1983 | 2002            | Jean Ardillon         |                   |                  |
| 2002               | 2009            | François Distinguin   |                   |                  |
| 2009               | 2016            | Jean-Michel Domenech  |                   |                  |
| 2016               | 2020            | Patrick Berthelot     |                   |                  |
| 2020               | En cours        | Christophe Carton     |                   |                  |

## Structure
Dans l'Encyclopédie de l'architecture et de la construction paru en 1890 sous la direction de Paul Planat, l'architecte Marcel Lambert donne les détails suivants sur le nouveau collège Carnot : « Le plan de ce collège est simple dans son ensemble, il est symétriquement composé, ce qui ne paraît pas avoir enlevé aux dispositions prises ce qu'elles doivent nécessairement avoir dans tout établissement public d'enseignement : une circulation facile, une installation pratique, un éclairage et une ventilation convenables ». Il y joint les plans du rez-de-chaussée et du premier étage.
- Plans donnés par Marcel Lambert dans l'Encyclopédie de l'architecture et de la construction

Plans donnés par Marcel Lambert dans lEncyclopédie de l'architecture et de la construction
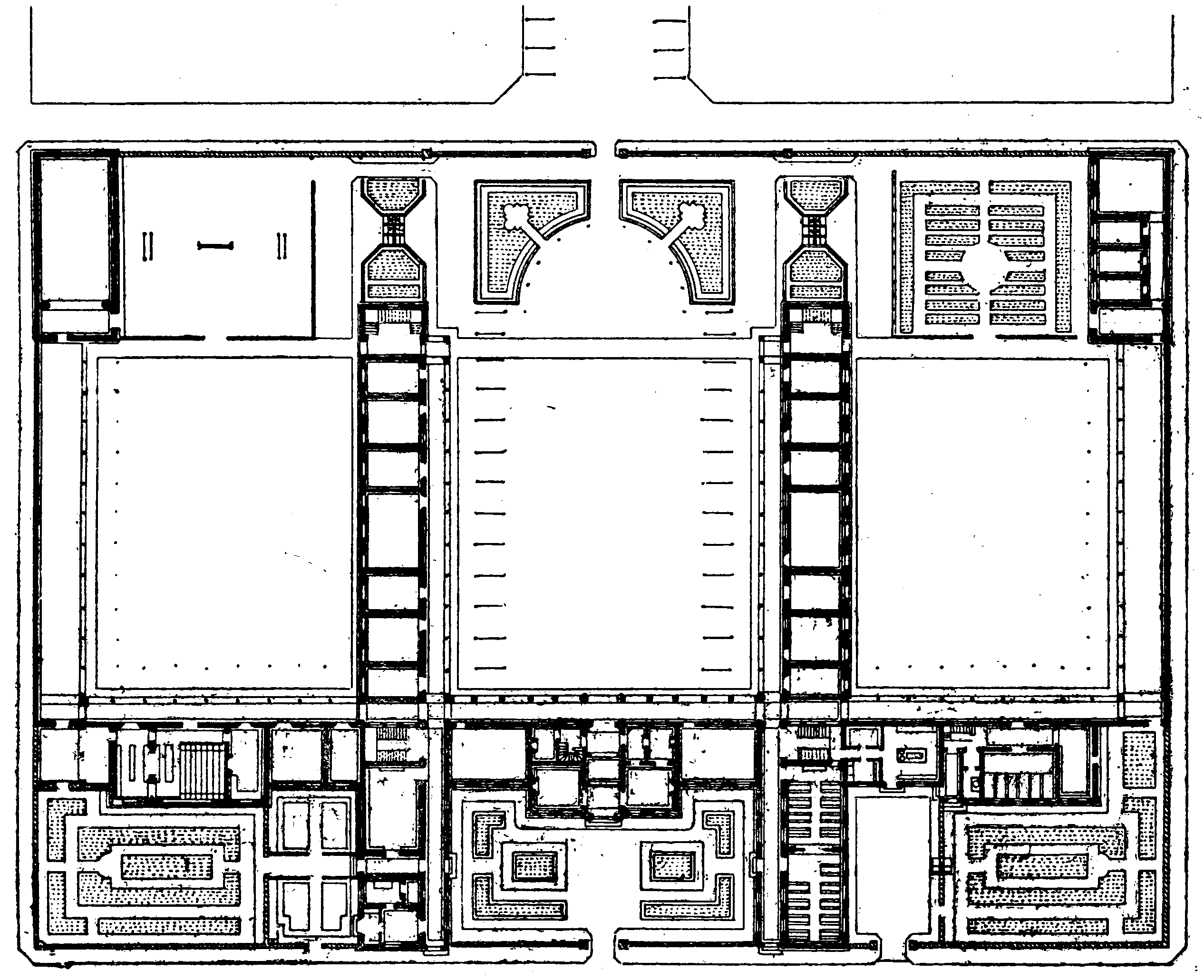
Plan du rez-de-chaussée du collège Carnot.
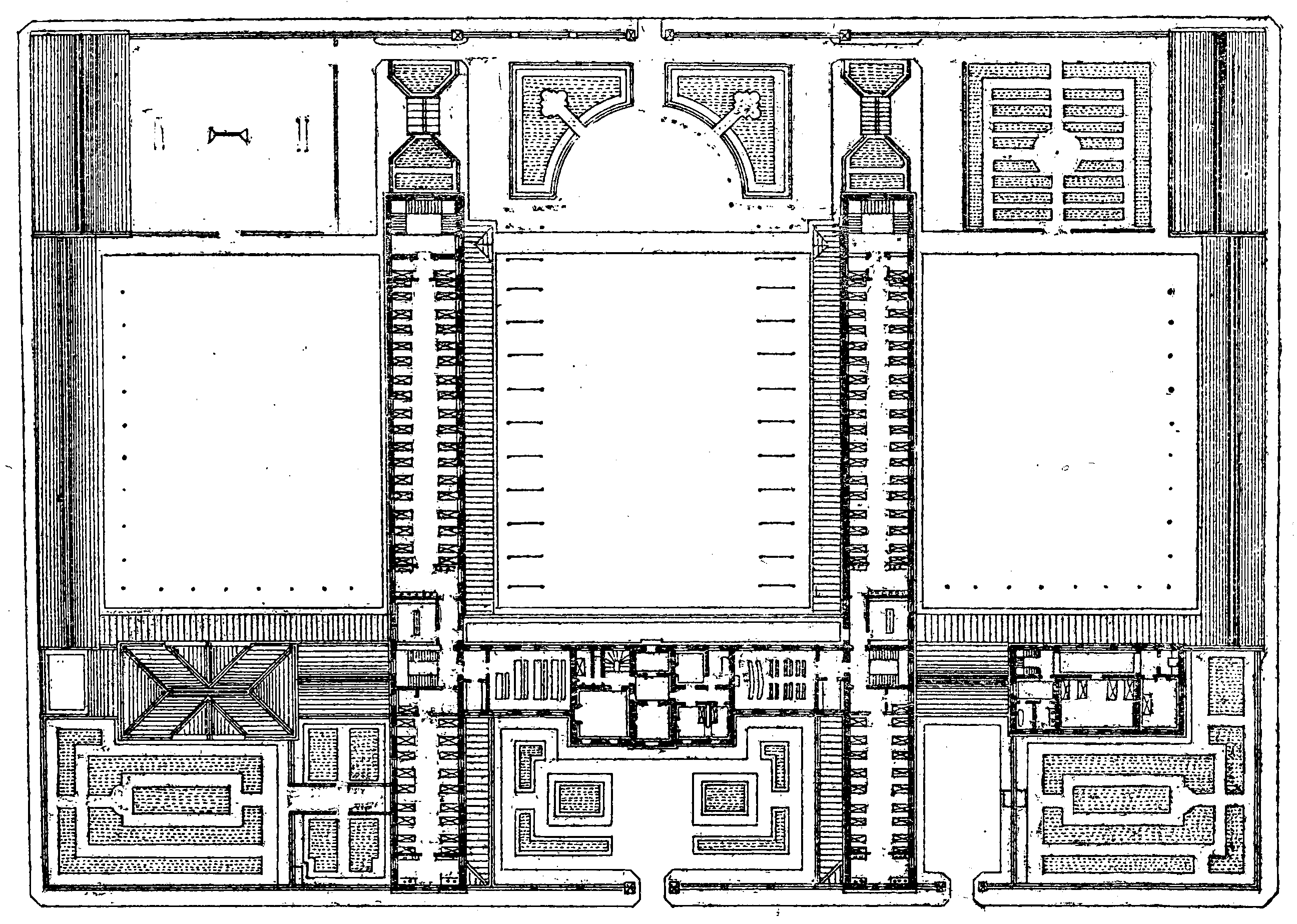
Plan du premier étage du collège Carnot.

Les bâtiments sont numérotés alphabétiquement. Ceux nommés C et D et F, constituent le noyau historique. Dans cet ensemble, est aussi compris un prolongement axial du bâtiment F, au niveau des actuels bâtiments B et G. Deux autres bâtiments à l'ouest et à l'est sont construits dans les années 1930. Enfin, les bâtiments de l'internat sont construits dans les années 2000.

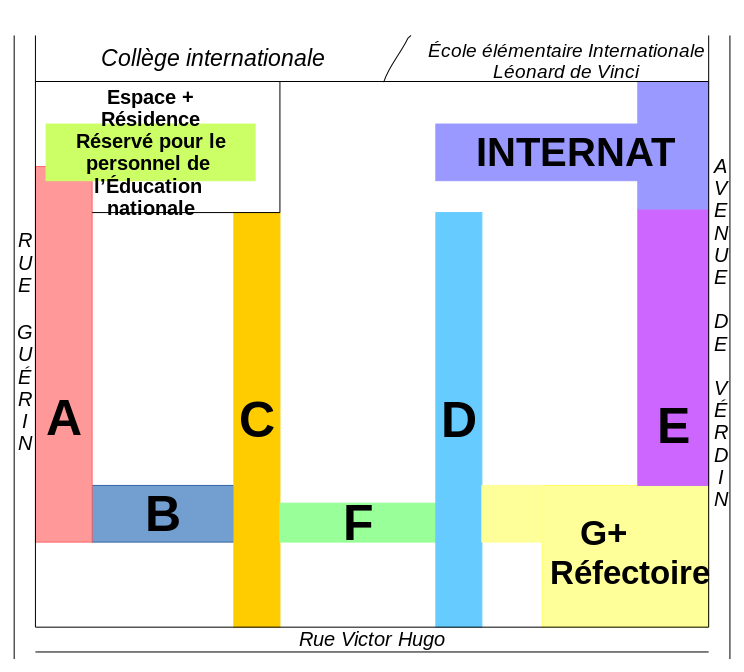
Plan simplifié des bâtiments du lycée François-Ier au XXIe siècle.

## Établissements partenaires
| Ville | Ville                                           | Pays | Pays        |
| ----- | ----------------------------------------------- | ---- | ----------- |
|       | lycée Adam-Mickiewicz de Cracovie (d)           |      | Pologne     |
|       | lycée polyvalent Rempart-Vinci de Marseille (d) |      | France      |
|       | North London Collegiate School                  |      | Royaume-Uni |
|       | Office franco-allemand pour la jeunesse         |      | France      |
|       | école Alexander-von-Humboldt (en)               |      | Allemagne   |
|       | école autonome de Wilmington (en)               |      | États-Unis  |
|       | école française de Stockholm (en)               |      | Suède       |
|       | école Saint-Philippe (en)                       |      | Australie   |

## Personnalités notables

### Élèves notables
- Nicolas Esquillan (1902-1989), ingénieur français[81] ;
- Edgar Faure (1908-1988), homme politique français[82] ;
- Roger Rabiniaux (1914-1986), écrivain et poète[83] ;
- Claude de Kémoularia (1922-2016), élève de 1932 à 1937 ;
- Jean Charbonnel (1927-2014), élève de 1930 à 1942[83] ;
- Philippe Lemaire (1927-2004) acteur[83] ;
- Jean-Pierre Desagnat (né en 1934), réalisateur[83] ;
- Enrico Macias (né en 1938), chanteur, musicien, compositeur et acteur[83],[84] ;
- Jean-François Robinet (né en 1939) journaliste et homme politique[83] ;
- Jean-Jacques Hyest (né en 1943), homme politique [83] ;
- Olivier Orban (né en 1944), éditeur français ;
- Pascal Thomas (né en 1944), acteur, réalisateur, scénariste et producteur[83],[84] ;
- Bernard Pêcheur (né en 1950), haut fonctionnaire français, membre du Conseil d'État ;
- Philippe Barbot,(né en 1953), journaliste musicien, élève de 1963 à 1970 ;
- Philippe Boyer (né en 1956), coureur cycliste français sur piste et route ;
- Philippe Mahut (1956-2014), footballeur international ;
- Pascal Lecocq (né en 1958), peintre et scénographe français ;
- Antoine de Maximy (né en 1959), élève de 1970 à 1971[85],[86] ;
- Frédéric Valletoux (né en 1966), journaliste et personnalité politique ;
- Laurent Tirard (né en 1967). Il est s'est rendu au lycée en 2019 pour raconter sa scolarité[87],[88] ;
- Mark Maggiori (né en 1977),  peintre, graphiste, réalisateur et chanteur du groupe de nu metal Pleymo[89] ;
- Pierre Venayre (né en 1979), joueur de rugby à XV français ;
- Marie Reno (né en 1986), humoriste et musicienne ;
- Pierre Casiraghi (né en 1987), membre de la famille princière de Monaco ;
- Luke Thompson (né en 1988), acteur franco-britannique, interprète de Benedict Bridgerton dans La Chronique des Bridgerton[90] ;
- Antoine Frisch (né en 1996), joueur de rugby à XV franco-britannique ;
- Paul Ji (né en 2004), pianiste sino-américain[91].
- Baptiste Libé-Philippot (né en 1989), neurobiologiste.

Par ailleurs, certains anciens élèves sont devenus les éponymes de quelques salles de cours du lycée.

Plaques des Anciens élèves devant les salles du bâtiment C
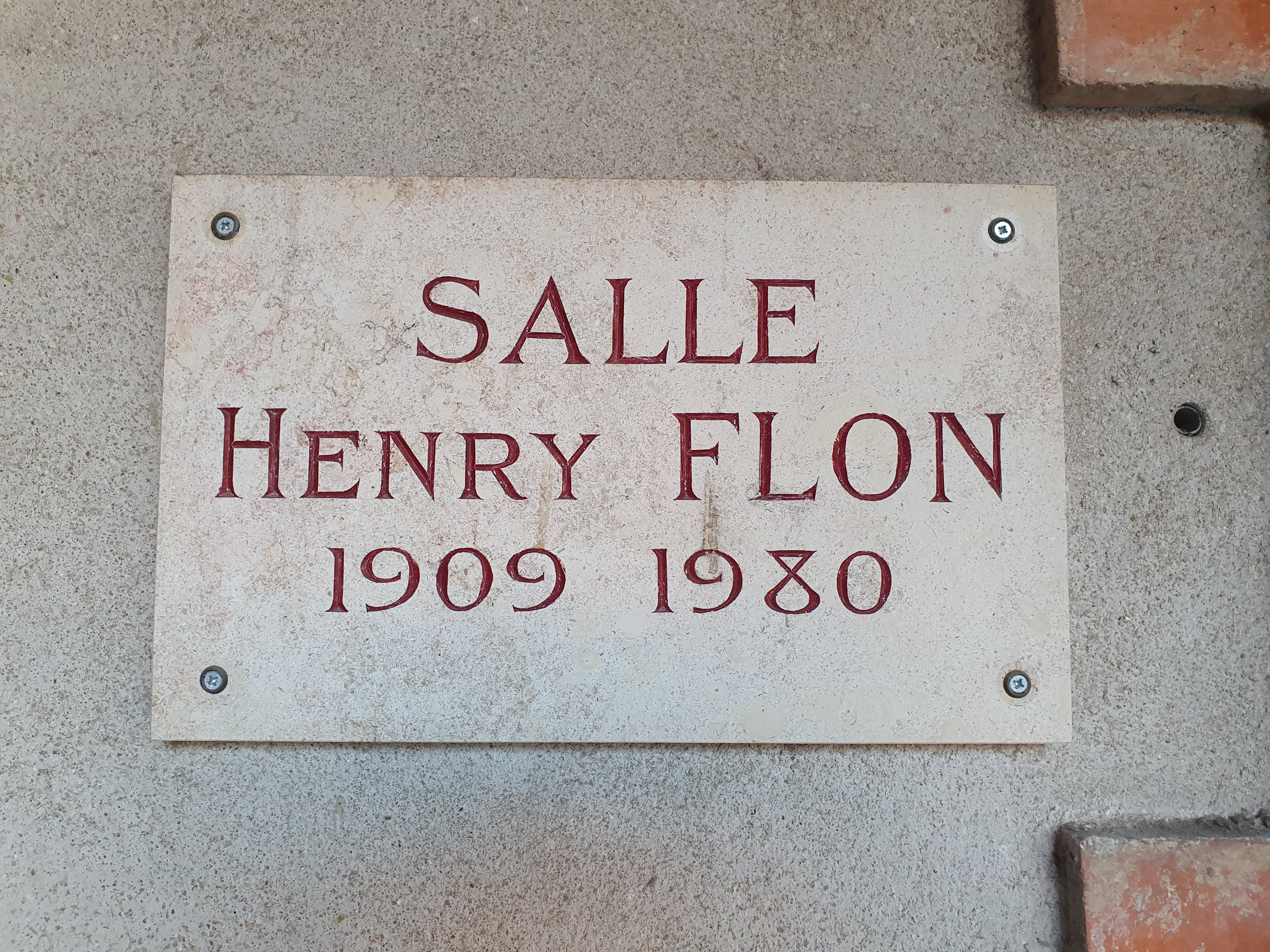
Salle Henri-Flon.
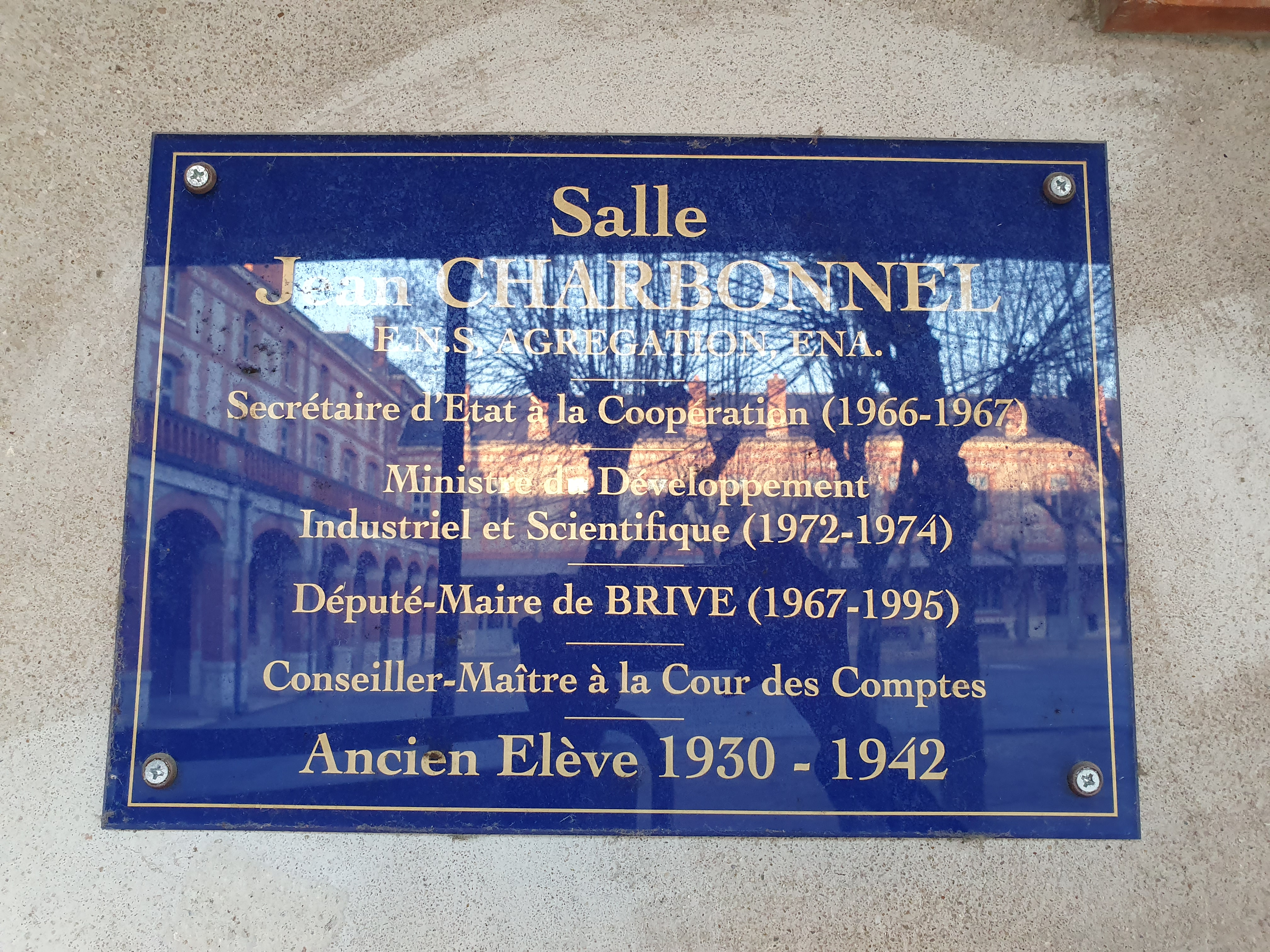
Salle Jean-Charbonnel.
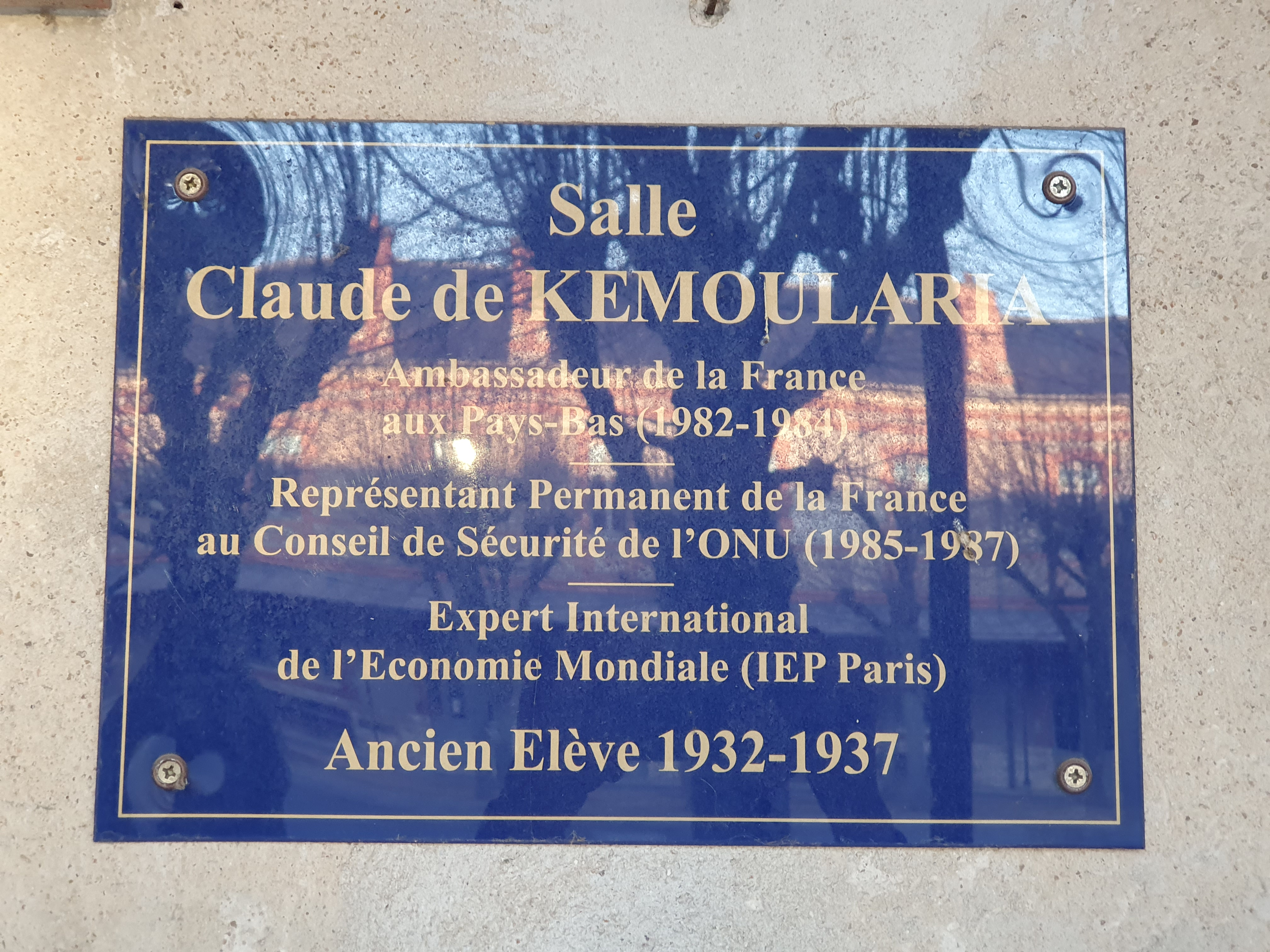
Salle Claude-de-Kemoularia.
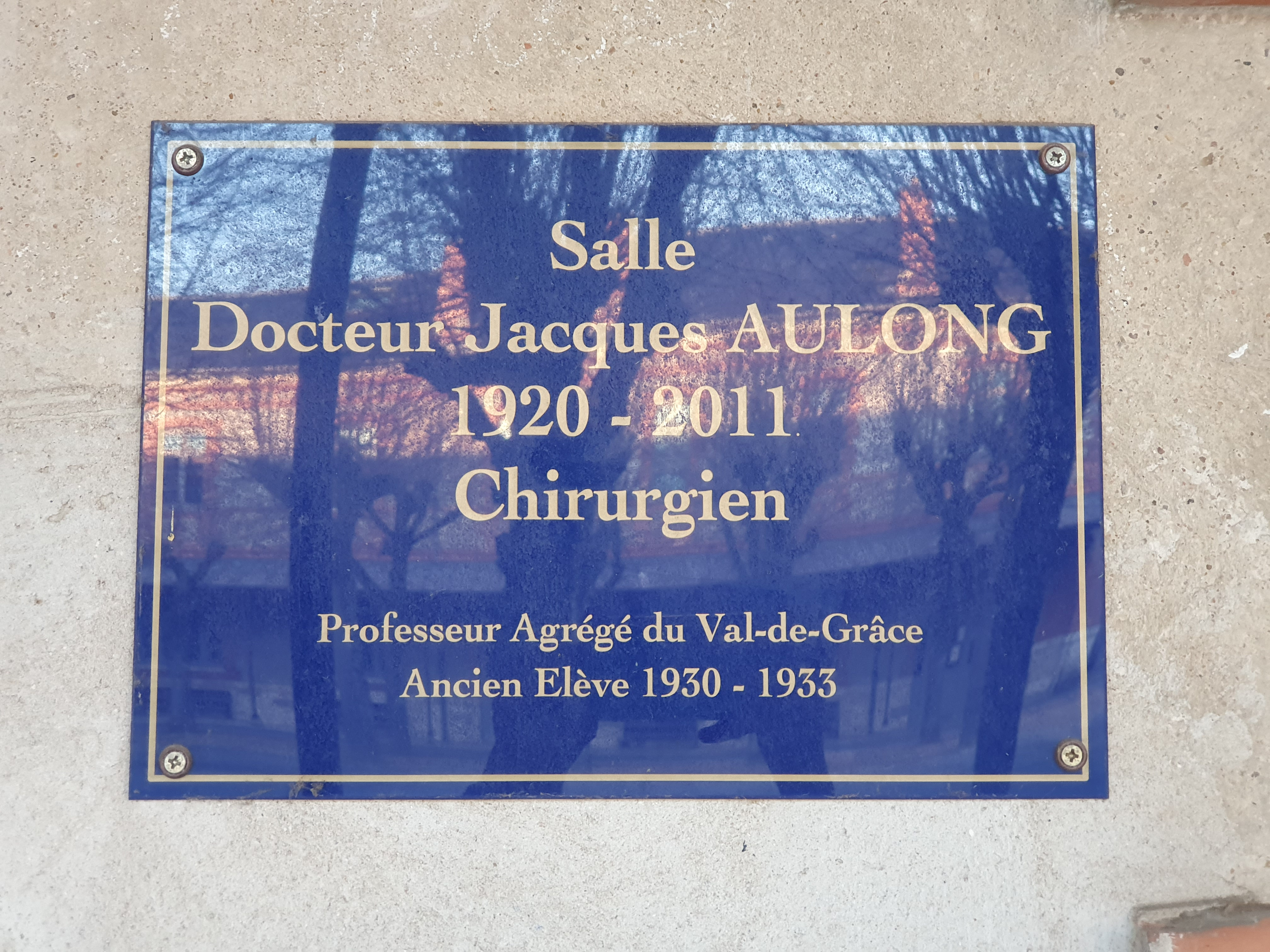
Salle Docteur-Jacques-Aulong.

### Professeurs notables
- Éliane Montel (1898-1993), physicienne et chimiste ;
- Alfred Georges Regner (1902-1987), peintre et graveur surréaliste. Il est nommé au collège Carnot en 1941 et l'établissement devenu lycée international SHAPE, il enseigne le dessin technique aux classes préparatoires[92] ;
- Joseph Zobel (1915-2006), romancier et un poète martiniquais, professeur adjoint de septembre 1947 à l'été 1957. Il écrit notamment La Rue Cases-Nègres durant cette période[93] ;
- Paul Séramy (1920-1992), professeur d’allemand de 1946 à 1966, sénateur de Seine-et-Marne et maire de Fontainebleau[94] ;
- François Furet (1927-1997), après avoir fait études à Paris et été reçu à l'agrégation d'histoire en 1954, professeur au lycée entre 1955 et 1956[95] ;
- Catherine Vigourt (1956-), écrivaine, professeur de français jusqu'en 2018[réf. souhaitée].

## Association des anciens élèves
L'Association amicale des anciens élèves du collège de Fontainebleau est fondée en 1889 par Albert Roger, Lefèvre, Chemin et Gourichon, ; sept membres acceptent de constituer le comité provisoire le 20 mars et l'association est légalement autorisée à se constituer par arrêté du préfet (alors Jean Reboul) en date du 12 juillet. Elle réunit les anciens élèves de la pension Maloizel, du collège de Fontainebleau et du collège Carnot et compte plus d'une cinquantaine de membres dès sa première année,.
En vertu de la loi du 1er juillet 1901, l'association fait officiellement sa déclaration de société le 25 juin 1903 — publication au Journal officiel le 25 juillet — avec le but de « resserer les liens de camaraderie des anciens élèves du collège »,. Ce but principal s'accompagne d'une mission secondaire : porter secours aux anciens élèves dans le besoin ainsi que, dans certains cas, à leur famille. En outre, « toute discussion politique, religieuse, étrangère au but de l'œuvre y est interdite ».
L'association s'organise et fait paraître un bulletin et des annuaires. De l'année de sa fondation en 1889 jusqu'au début de la Première Guerre mondiale en 1914, des fêtes sont régulièrement données. Celles-ci sont organisées dans les salons de l'hôtel de l'Aigle Noir ou de l'hôtel de Moret : généralement, un banquet est suivi d'un bal qui se termine par un cotillon, puis un souper conclut la réunion. La guerre et l'après-guerre ralentissent l'activité de l'association et il faut attendre le début des années 1930 pour qu'un groupe la redonne par une « reconstitution active et prospère »,. La déclaration de guerre ainsi que la mobilisation concomitante en septembre 1939 signent cependant un nouveau contretemps : les commémorations pour le 50e anniversaire de l'association prévues en octobre 1939 se voient ainsi reportées à une date ultérieure, tandis que le président fondateur (dénommé Roger) se recueille le 24 octobre auprès du monument aux morts du collège.

## Représentations culturelles

### Cinéma
- 1972 : Les Zozos de Pascal Thomas[105]. Le lycée apparaît aussi sur la couverture de la bande originale du film.

### Publicité
- 2019 : magazine Rétroviseur de septembre 2019, p. 16-17. Illustration sur une double-page faisant apparaître deux personnes et une voiture dans la cour principale.

## Identité visuelle
Le logotype du lycée représente une salamandre, emblème du roi François Ier. Dans sa version de 2019, l'animal légendaire crache du feu.

Évolution du logotype
Ancien logotype.
Logotype depuis 2019.

### Publications encyclopédiques
- [Flohic 2001] Jean-Luc Flohic, Le Patrimoine des communes de Seine-et-Marne, t. I, Paris, Flohic, mars 2001, 1re éd., 1 507 p. (ISBN 2-842-34100-7), Canton de Fontainebleau, « Fontainebleau », p. 568-580.

### Publications générales
- [Antier 1998] Chantal Antier, « Les enfants et la guerre », dans La Grande Guerre en Seine-et-Marne, 1914-1918 : hommes, femmes et enfants au cœur de la tourmente, Étrépilly, Presses du Village, 1998, 199 p. (ISBN 2-84100-182-2, présentation en ligne), p. 107-126

### Publications spécialisées
- [Bitry 1925] Georges Bitry, L'Enseignement secondaire à Fontainebleau : histoire d'un collège, Imprimerie Cuenot-Bourges, 1925 (lire en ligne)
- [Grimaldi-Hierholtz 2000] Roseline Grimaldi-Hierholtz, Collège Carnot, Lycée François Ier, Fontainebleau, Maury, 2000, 158 p. (ISBN 2-9509815-1-8)